# Esperimento della bambola Bobo

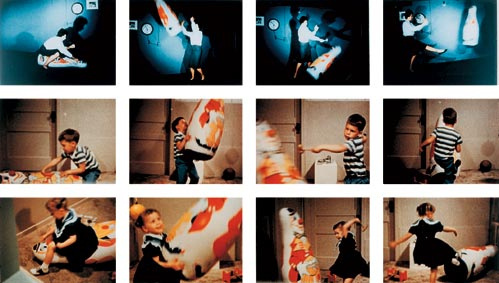
L'esperimento

L'esperimento della bambola Bobo è una famosa ricerca sperimentale sull'aggressività e l'apprendimento osservativo (o apprendimento sociale) condotta nel 1961 dallo psicologo Albert Bandura, con la quale fu osservato che il comportamento aggressivo dei bambini può essere appreso per imitazione.
Le ricerche di Bandura sono state più volte usate anche a sostegno della tesi, ancora attuale, secondo la quale le scene di violenza mostrate in televisione possono produrre comportamenti imitativi da parte dei ragazzi.

## L'esperimento
Bandura formò tre gruppi di bambini, 36 maschi e 36 femmine, in età prescolare (3 - 6 anni).
I ricercatori testarono i bambini prima dell'esperimento per quanto riguarda il loro livello di aggressività osservandoli nell'asilo nido e valutarono il loro comportamento aggressivo su quattro scale di valutazione a 5 punti.
È stato quindi possibile abbinare i bambini in ogni gruppo in modo che avessero livelli simili di aggressività nel loro comportamento quotidiano. I tre gruppi (composti da 24 bambini ognuno) erano così composti:
- nel primo gruppo inserì uno dei suoi collaboratori per fungere da modello che si doveva mostrare aggressivo nei confronti di un pupazzo gonfiabile chiamato Bobo. L'adulto picchiava il pupazzo con un martello o lanciava in aria urlando: «Picchialo sul naso!» e «Pum pum!».
- nel secondo gruppo, quello di confronto, un altro collaboratore giocava con un set di giocattoli per 10 minuti senza mostrare alcun tipo di aggressività né interesse nei confronti del pupazzo Bobo.
- il terzo gruppo, quello di controllo, era formato da bambini che giocavano da soli e in modo libero, senza alcun adulto presente con funzione di modello.

In una fase successiva tutti i bambini sono stati sottoposti ad una "lieve eccitazione aggressiva". Ogni bambino è stato portato separatamente in una stanza con giocattoli relativamente attraenti. Non appena il bambino ha iniziato a giocare con i giocattoli, il collaboratore gli ha chiesto quali fossero i suoi giocattoli preferiti così da riservarli agli altri bambini.
Nella fase finale i bambini venivano condotti in una stanza nella quale erano messi a disposizione giocattoli neutri (set da thé, pastelli, peluche, modellini di camion) e giocattoli aggressivi (fucili, martelli finti, freccette e un'altra versione della bambola Bobo).
I risultati permisero a Bandura di verificare che i bambini che avevano osservato il modello adulto attaccare Bobo manifestavano un'incidenza maggiore di comportamenti aggressivi sia verso persone sia verso oggetti, rispetto a quelli che avevano visto il modello pacifico e a quelli che avevano giocato da soli.
Gli esperimenti, in seguito riprodotti, hanno osservato gli stessi risultati anche tra gli adolescenti, sia maschi sia femmine, in soggetti con indole aggressiva o meno. L'appartenenza etnica, invece, è risultata ininfluente.